# Dromococcyx
Dromococcyx é um género de cucos da família Cuculidae.
Este género contém as seguintes espécies:
- Dromococcyx pavoninus
- Dromococcyx phasianellus